# La Cuisine des anges (Murillo)
Pour les articles homonymes, voir La Cuisine des anges.
,La Cuisine des anges est un tableau réalisé par le peintre espagnol Bartolomé Esteban Murillo en 1646. Cette huile sur toile représente l'extase d'un moine dans une cuisine où des anges manipulent les ustensiles. Elle est conservée au musée du Louvre, à Paris
Ce tableau illustre probablement un épisode de la vie du frère convers le Bienheureux Silvestre Ventura. Selon le site Aleteia, cuisinier de sa communauté monastique,  ayant vécu à Florence au XIVe siècle, Silvestre apportait son aide à ceux qui se trouvaient derrière les fourneaux. Il lui arrivait souvent d’avoir des visions célestes et d’entrer en extase alors que ses casseroles étaient sur le feu. Mais des anges le remplaçaient et cuisinaient à sa place.
Mais, selon le titre complet de l'œuvre de Murillo : "Le Miracle de San Diego de Alcalá ou la Cuisine des Anges", il s'agirait d'un des nombreux miracles, attribué aussi au moine de ce nom. 
Sur le plan pictural, Murillo modifie la composition traditionnelle de ce genre de tableau d'inspiration mystique :  la partie inférieure représentait une scène terrestre et la partie supérieure, une scène céleste correspondante. Murillo conserve la séparation, mais elle se fait à l'horizontale : les deux scènes se développent à gauche et à droite.   

## Postérité
Le tableau fait partie des « 105 œuvres décisives de la peinture occidentale » constituant le musée imaginaire de Michel Butor.